# Alberto Almanza
Alberto Almanza González (Chihuahua, 3 gennaio 1940 – Austin, 27 gennaio 2023) è stato un cestista messicano.

## Biografia
Venne selezionato dai Los Angeles Lakers al settimo giro del Draft NBA 1961 (63ª scelta assoluta).
Con il Messico disputò due edizioni dei Giochi olimpici (1960 e 1964), oltre ai Giochi panamericani 1959.